# Kleinfontein
Kleinfontein (afrikaans für kleine Quelle) ist eine Siedlung mit rund 650 Einwohnern in der Nähe von Pretoria in Südafrika, die 1992 von burischen Separatisten gegründet wurde. Ziel der Gründer war es, auf Basis der Volkstaat-Ideologie zu einer territorialen Selbstverwaltung für afrikaanssprechende weiße Südafrikaner beizutragen. In Kleinfontein hat sich in begrenztem Maße ein Wirtschaftsleben entwickelt. 
Am Eingang zur Siedlung befindet sich eine Büste von Hendrik Frensch Verwoerd, einem ideologischen Begründer der Apartheid-Politik, an der sich auch die Bewohner Kleinfonteins orientieren. Neue Bewohner müssen die zentralen Werte der Gemeinschaft anerkennen, etwa den Protestantismus und die Sprache Afrikaans. Daher leben oder arbeiten auch keine Katholiken oder Juden in der Gemeinde.

## Geschichte
Im Jahr 1988 wurden bei einer Feier des 150. Jahrestages des Großen Trecks Afrikaaner-Aktivisten auf einen Bauernhof östlich von Pretoria aufmerksam. Dort hatten in der Vergangenheit bittereinders – burische Guerillakämpfer während des Zweiten Burenkrieges – gelebt, und die Schlacht von Donkerhoek hatte dort stattgefunden. Außerdem gab es dort einen historischen Buren-Kriegsfriedhof und ein Denkmal. 1992 kaufte eine Gruppe von 50 Afrikaanern die Farm und begann, Aktionäre zu rekrutieren, um den Ort zu entwickeln.
Im Jahr 1994 waren ausreichend viele Aktionäre vorhanden, um das Darlehen zu bedienen, und Kleinfontein konnte mit der Erbringung von Dienstleistungen beginnen. Die ersten beiden Häuser wurden 1996 fertig gestellt, und die ersten beiden Familien wurden feste Einwohner von Kleinfontein. In den darauffolgenden Jahren errichtete Radio Pretoria einen Sendemast bei Kleinfontein, Sportfelder wurden gebaut und eine Schule gegründet. Es entstanden außerdem eine Gemeinschaftshalle, ein Pflegezentrum und ein Altenheim, gefolgt von einem Einkaufszentrum. 
Kleinfonteins Gebiet war von den ursprünglichen 500 Hektar auf 860 Hektar gewachsen und erstreckt sich direkt an der National Route 4 über die Boschkop Road hinaus. Im November 2013 erkannte die Gauteng Provincial Legislature Kleinfontein als Kulturgemeinschaft an. Der Ort hat nach eigenen Angaben rund 650 Einwohner und etwa 400 Aktionäre.
Bei den südafrikanischen Parlamentswahlen 2019 erzielte die Vryheidsfront Plus im Wahlbezirk, zu dem Kleinfontein gehört, 311 von 778 Stimmen (rund 40 %), während die Partei landesweit nur auf 2,4 % kam. Die Democratic Alliance erhielt 29,6 %.